# Грогги
Грогги (от англ. groggy — пьяный, непрочный) — одномоментное ухудшение состояния находящегося на ногах боксёра или бойца ММА после получения им удара в подбородок.
Происходит из-за сотрясения ушного лабиринта (см. Нокаут). Проходит быстро, но боксёр на короткое время теряет боеспособность. Рефери останавливает бой (команда «стоп!») и ведет счёт до восьми. Если боксер после счёта «восемь» не восстановил своей боеспособности, то рефери продолжает считать до десяти, и боксёру засчитывается поражение нокаутом.